# Movimiento Pro Chemnitz

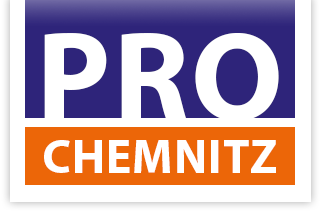
Logo de Pro Chemnitz

El movimiento ciudadano Pro Chemnitz (en alemán: Bürgerbewegung Pro Chemnitz, normalmente abreviado PRO CHEMNITZ) es una asociación de votantes en Chemnitz caracterizada por su populismo de derecha. Se considera parte del movimiento Pro.

## Historia
Pro Chemnitz fue fundado en 2009 por el exconsejero Martin Kohlmann (Die Republikaner) y el anterior miembro de la CDU y expresidente del parlamento de Chemnitz, Reinhold Breede. 
Después de repetidos disturbios en un centro de recepción para solicitantes de asilo en Chemnitz-Ebersdorf, Pro Chemnitz apoyó varias manifestaciones de una iniciativa ciudadana local, a las que participaron hasta 200 personas.
El 19 de enero de 2015, Pro Chemnitz organizó un piquete por la libertad de expresión, con 300 participantes. El contexto fue la prohibición policial de la manifestación de PEGIDA en Dresde.

## Clasificación política
Pro Chemnitz parece tener buenas conexiones con el NPD de Sajonia. A pesar de que Pro Chemnitz adopta una actitud distanciada hacia el nacionalsocialismo, o bien se mantiene callado; se une al discurso étnico-nacionalista del NPD al hablar de la "muerte nacional" o las "masas extranjeras que traímos al país".
También hay contactos con la escena nazi militante. Por ejemplo, a las elecciones municipales en 2014 se presentó para Chemnitz un candidato que pertenecía a la organización prohibida Kameradschaft Nationale Sozialisten Chemnitz.